# ジェイムズ・T・アラキ
ジェイムズ・トモマサ・アラキ（James Tomomasa Araki, 1926年 - 1991年）は、日系二世米国人の日本文学研究者、ジャズの作曲家・演奏家。ジャズ音楽家としてはジミー荒木として知られる。

## 来歴
米国ユタ州ソルトレイクシティ生まれ、ハリウッド育ち。ハイスクール在学中に太平洋戦争が起こり、日系人として一時期強制収容所に入れられる。その後陸軍に入り、1946年陸軍少尉として進駐軍に加わり来日。GHQの情報部門に勤務、日本語の資料翻訳のかたわら、空軍ジャズバンドに加わる。南里文雄に出会い、日本のジャズメンと親交、47年から自作「AP0500」をレコード化、ついで、「東京リフ」、「イン・ザ・メランコリームード」、「イーストサイド・ブギ」などをリリースする。
1949年帰国、ライオネル・ハンプトン楽団に一時参加するが、カリフォルニア大学で日本歴史を専攻、61年東洋語学の博士号を取得。57年から59年、京都大学、東京大学で日本文学を研究。カリフォルニア大学ロサンゼルス校助教授、64年ハワイ大学教授、東アジア言語文学部長など。69年に川端康成がハワイを訪れた時はこれを援助した。84年定年退任、名誉教授。井上靖、山崎豊子などの英訳も行った。「百合若大臣」がユリシーズの影響を受けたという坪内逍遥説を支持したこともある。

## 著書
- The Ballad-Drama of Medieval Japan Rutland, Vt. : C. E. Tuttle, 1978.

## 翻訳
- 井上靖「楼蘭」Lou-lan and other stories エドワード・サイデンステッカー共訳 講談社インターナショナル、 Harper & Row, 1979.
- 同「風濤」  Wind and waves : a novel Honolulu : University of Hawaii Press, c1989.
- 山崎豊子「不毛地帯」 The barren zone : a novel Honolulu : University of Hawaii Press, c1985.
- Traditional Japanese Theater: An Anthology of Plays, Karen Brazell、 James T. Araki New York : Columbia University Press, c1998
- Studies in Shinto Thought 村岡典嗣、Delmer M. Brown

## 参考
- 「鳴り響くハワイのアラキ　あるときは大学教授、あるときはジャズ奏者」朝日新聞、1984.12.13
- http://hawaii.edu/eall/jpn/araki.html
- http://www.catfish-records.jp/product/2132

## 伝記
- 秋尾沙戸子『スウィング・ジャパン　日系米軍兵ジミー・アラキと占領の記憶』（新潮社、2012年）

## 注
1. ↑  井上章一『南蛮幻想』文藝春秋